# Wereldkampioenschap voetbal 2022 (Groep E) Japan - Spanje
Dit artikel gaat over de groepswedstrijd in groep E van het wereldkampioenschap voetbal 2022 tussen Japan en Spanje die gespeeld werd op donderdag 1 december 2022 in het Khalifa Internationaal Stadion te Ar Rayyan. Het duel was de 43ste wedstrijd van het toernooi.
Spanje ging rusten met een voorsprong na een doelpunt van Álvaro Morata, maar vlak na de rust pakte Japan de voorsprak na treffers van Ritsu Doan en Ao Tanaka en Japan hield deze voorsprong, ondanks slechts 15% balbezit te hebben, vast tot het eind van de wedstrijd, waardoor Japan voor een derde keer ooit minstens twee wedstrijden won op één WK, na 2002 en 2010. Door het resultaat in deze wedstrijd werd Duitsland voor een tweede opeenvolgende keer uitgeschakeld in de groepsfase van het WK. Het tweede doelpunt van Japan was controversieel, omdat de bal net niet volledig over de achterlijn was voorafgaand aan het doelpunt.

## Voorafgaand aan de wedstrijd
- Japan stond bij aanvang van het toernooi op de 24ste plaats van de FIFA-wereldranglijst en moest 20 WK-deelnemers boven zich dulden.[2] Spanje was op de zevende plek terug te vinden.[3] Vijf WK-deelnemers waren hoger gerangschikt dan Spanje.
- Japan en Spanje troffen elkaar voorafgaand aan deze wedstrijd één keer: in april 2001 won Spanje een oefenduel met 1–0. Japan won drie en verloor vijf van zijn elf eerdere WK-wedstrijden tegen UEFA-landen. Spanje won vier en verloor geen van zijn zes eerdere WK-wedstrijden tegen teams aangesloten bij de AFC.
- Eerder in de groepsfase won Japan met 2–1 van Duitsland en verloor het met 0–1 van Costa Rica. Afhankelijk van het resultaat van de wedstrijd tussen Costa Rica en Duitsland kon Japan genoeg hebben aan een gelijkspel om zich te plaatsen voor de volgende ronde. Spanje won met 7–0 van Costa Rica en speelde met 1–1 gelijk tegen Spanje. Spanje zou zich met een gelijkspel verzekerd hebben voor een plek in de knock-outfase.

## Wedstrijddetails[4]
|                                                     |                     |                  |            | |
| Groep E 1 december 2022 22:00 (UTC+3) 20:00 (UTC+1) | Japan               | 2 – 1 (0 – 1)    | Spanje     | Stadion: Khalifa Internationaal Stadion, Ar Rayyan Toeschouwers: 44.851 Scheidsrechter: Victor Gomes Assistenten: Zakhele Siwela Assistenten: Souru Phatsoane Vierde official: Salima Mukansanga Video-assistent: Fernando Guerrero AVAR 1: Armando Villarreal AVAR 2: Kyle Atkins AVAR 3: Adil Zourak Speler van de wedstrijd: Ritsu Doan |
| Groep E 1 december 2022 22:00 (UTC+3) 20:00 (UTC+1) | Doan 48' Tanaka 51' | Wedstrijdverslag | 11' Morata | Stadion: Khalifa Internationaal Stadion, Ar Rayyan Toeschouwers: 44.851 Scheidsrechter: Victor Gomes Assistenten: Zakhele Siwela Assistenten: Souru Phatsoane Vierde official: Salima Mukansanga Video-assistent: Fernando Guerrero AVAR 1: Armando Villarreal AVAR 2: Kyle Atkins AVAR 3: Adil Zourak Speler van de wedstrijd: Ritsu Doan |
| Groep E 1 december 2022 22:00 (UTC+3) 20:00 (UTC+1) |                     |                  |            | Stadion: Khalifa Internationaal Stadion, Ar Rayyan Toeschouwers: 44.851 Scheidsrechter: Victor Gomes Assistenten: Zakhele Siwela Assistenten: Souru Phatsoane Vierde official: Salima Mukansanga Video-assistent: Fernando Guerrero AVAR 1: Armando Villarreal AVAR 2: Kyle Atkins AVAR 3: Adil Zourak Speler van de wedstrijd: Ritsu Doan |
| Groep E 1 december 2022 22:00 (UTC+3) 20:00 (UTC+1) |                     |                  |            | Stadion: Khalifa Internationaal Stadion, Ar Rayyan Toeschouwers: 44.851 Scheidsrechter: Victor Gomes Assistenten: Zakhele Siwela Assistenten: Souru Phatsoane Vierde official: Salima Mukansanga Video-assistent: Fernando Guerrero AVAR 1: Armando Villarreal AVAR 2: Kyle Atkins AVAR 3: Adil Zourak Speler van de wedstrijd: Ritsu Doan |
|                                                     |                     |                  |            | |

| Japan | Spanje |

| DM              | 12 | Shuichi Gonda     |     |
| CV              | 04 | Ko Itakura        | 39' |
| CV              | 22 | Maya Yoshida      | 45' |
| CV              | 03 | Shogo Taniguchi   | 44' |
| RM              | 14 | Junya Ito         |     |
| CM              | 13 | Hidemasa Morita   |     |
| CM              | 17 | Ao Tanaka         | 87' |
| LM              | 05 | Yuto Nagatomo     | 46' |
| RB              | 15 | Daichi Kamada     | 68' |
| SP              | 25 | Daizen Maeda      | 62' |
| LB              | 11 | Takefusa Kubo     | 46' |
| Wisselspelers:  |    |                   |     |
| DM              | 01 | Eiji Kawashima    |     |
| DM              | 23 | Daniel Schmidt    |     |
| VD              | 02 | Miki Yamane       |     |
| VD              | 16 | Takehiro Tomiyasu | 68' |
| VD              | 19 | Hiroki Sakai      |     |
| VD              | 26 | Hiroki Ito        |     |
| MV              | 06 | Wataru Endo       | 87' |
| MV              | 07 | Gaku Shibasaki    |     |
| MV              | 10 | Takumi Minamino   |     |
| AV              | 08 | Ritsu Doan        | 46' |
| AV              | 09 | Kaoru Mitoma      | 46' |
| AV              | 18 | Takuma Asano      | 62' |
| AV              | 20 | Shuto Machino     |     |
| AV              | 21 | Ayase Ueda        |     |
| AV              | 24 | Yuki Soma         |     |
| Coach:          |    |                   |     |
| Hajime Moriyasu |    |                   |     |

| DM             | 23 | Unai Simón        |     |
| RA             | 02 | César Azpilicueta | 46' |
| CV             | 16 | Rodri             |     |
| CV             | 04 | Pau Torres        |     |
| LA             | 14 | Alejandro Baldé   | 68' |
| VM             | 05 | Sergio Busquets   |     |
| CM             | 09 | Gavi              | 68' |
| CM             | 26 | Pedri             |     |
| RB             | 12 | Nico Williams     | 57' |
| SP             | 07 | Álvaro Morata     | 57' |
| LB             | 21 | Dani Olmo         |     |
| Wisselspelers: |    |                   |     |
| DM             | 01 | Robert Sánchez    |     |
| DM             | 13 | David Raya        |     |
| VD             | 03 | Eric García       |     |
| VD             | 15 | Hugo Guillamón    |     |
| VD             | 18 | Jordi Alba        | 68' |
| VD             | 20 | Dani Carvajal     | 46' |
| VD             | 24 | Aymeric Laporte   |     |
| MV             | 06 | Marcos Llorente   |     |
| MV             | 08 | Koke              |     |
| MV             | 19 | Carlos Soler      |     |
| MV             | 22 | Pablo Sarabia     |     |
| AV             | 10 | Marco Asensio     | 57' |
| AV             | 11 | Ferran Torres     | 57' |
| AV             | 17 | Yeremi Pino       |     |
| AV             | 25 | Ansu Fati         | 68' |
| Coach:         |    |                   |     |
| Luis Enrique   |    |                   |     |

| Statistieken           | Japan | Spanje |
| ---------------------- | ----- | ------ |
| Doelpunten             | 2     | 1      |
| Gele kaarten           | 3     | 0      |
| Rode kaarten           | 0     | 0      |
| Wissels                | 5     | 5      |
| Schoten op doel        | 3     | 5      |
| Schoten naast doel     | 2     | 3      |
| Overtredingen          | 9     | 6      |
| Hoekschoppen           | 0     | 2      |
| Buitenspel             | 2     | 2      |
| Passnauwkeurigheid (%) | 74    | 93     |
| Balbezit (%)           | 15    | 85     |